# Tscherskia triton
Tscherskia triton là một loài động vật có vú trong họ Cricetidae, bộ Gặm nhấm. Loài này được de Winton mô tả năm 1899.